# Анголски питон
Анголските питони (Python anchietae) са вид влечуги от семейство Питонови (Pythonidae).
Разпространени са в северна Намибия и югоизточна Ангола.
Таксонът е описан за пръв път от португалския зоолог и политик Жузе Висенти Барбоза ду Бокажи през 1887 година.